# Dialogflow
Dialogflow est une plateforme de traitement du langage naturel utilisée pour concevoir et intégrer un agent logiciel nommé aussi chatbot ou agent conversationnel dans des applications mobiles, des sites Web et des interfaces de chat en ligne.

## Histoire
En 2014, la plateforme Speaktoit a réalisé l'assisant virtuel Api.ai 
Speaktoit a proposé aux développeurs de l'Internet des objets une interface web pour construire et tester des scénarios de conversation et d'inclure des interfaces vocales en langage naturel dans leurs produits.
En 2016, Google a acheté la plateforme Speaktoit connue sous le nom d'Api.ai ; Elle fournit des outils aux développeurs pour améliorer l' assistant virtuel Google Assistant.
En octobre 2017, Google Assistant a été renommé comme Dialogflow.
En novembre 2017, Google a intégré Dialogflow dans son Cloud Platform.